# Rake (serie televisiva 2010)
Rake è una serie televisiva australiana trasmessa in cinque stagioni sul network ABC1 dal 2010 al 2018.
Il protagonista della serie è Richard Roxburgh (anche co-creatore e produttore) nel ruolo del libertino Cleaver Greene, un brillante ma autodistruttivo barrister di Sydney. Ogni episodio vede Greene difendere un diverso cliente (solitamente colpevole).

## Trama
Cleaver Greene è un affascinante, carismatico ed egoista avvocato penalista di Sydney, dalla vita personale estremamente turbolenta, che non riesce a resistere alla maggior parte delle grandi tentazioni della vita: donne, droga e gioco d'azzardo. Ogni giorno si trova a difendere abilmente clienti, il più delle volte colpevoli, come spacciatori di droga, bigami, assassini e cannibali.

## Cast

### Principale
- Cleaver Greene, interpretato da Richard Roxburgh
- David Potter, interpretato da Matt Day
- Melissa "Missy" Partridge, interpretata da Adrienne Pickering
- Barney Meagher, interpretato da Russell Dykstra
- Scarlett Meagher, interpretata da Danielle Cormack
- Wendy Greene, interpretata da Caroline Brazier

### Ricorrente
- Cal McGregor, interpretato da Damien Garvey
- Nicole, interpretata da Kate Box
- Kirsty Corella, interpretata da Robyn Malcolm
- Col, interpretato da Steve Le Marquand
- Fuzz, interpretato da Keegan Joyce
- Claudia Marshall, interpretata da Toni Collette
- Damien Trengrove, interpretato da Don Hany
- Justice Beesdon, interpretato da Jack Thompson
- Lawrence Fenton, interpretato da Garry McDonald
- Lincoln Lincoln, interpretato da Rhys Muldoon
- Joshua Floyd, interpretato da Martin Henderson
- Alex Alford, interpretato da Stephen Curry
- Alannah Alford, interpretata da Jacqueline McKenzie
- Polly Nesbitt, interpretata da Maeve Dermody

### Guest star
Tra le numerose guest star apparse nel prime due stagioni, vi sono Hugo Weaving, Noah Taylor, Sam Neill, Rachel Griffiths e molte altre.

## Episodi
| Stagione         | Episodi | Prima TV USA | Prima TV Italia |
| ---------------- | ------- | ------------ | --------------- |
| Prima stagione   | 8       | 2010         |                 |
| Seconda stagione | 8       | 2012         |                 |
| Terza stagione   | 8       | 2014         |                 |
| Quarta stagione  | 8       | 2016         |                 |
| Quinta stagione  | 8       | 2018         |                 |

## Produzione
La serie è creata da Peter Duncan, Richard Roxburgh, Charles Waterstreet e prodotta da Essential Media & Entertainment e Australian Broadcasting Corporation. È girata interamente a Sydney. Nel 2013 l'Australian Broadcasting Corporation ha rinnovato la serie per una terza stagione.
Nel 2016 è andata in onda la quarta stagione. 
Ogni stagione è composta da otto episodi.

## Distribuzione

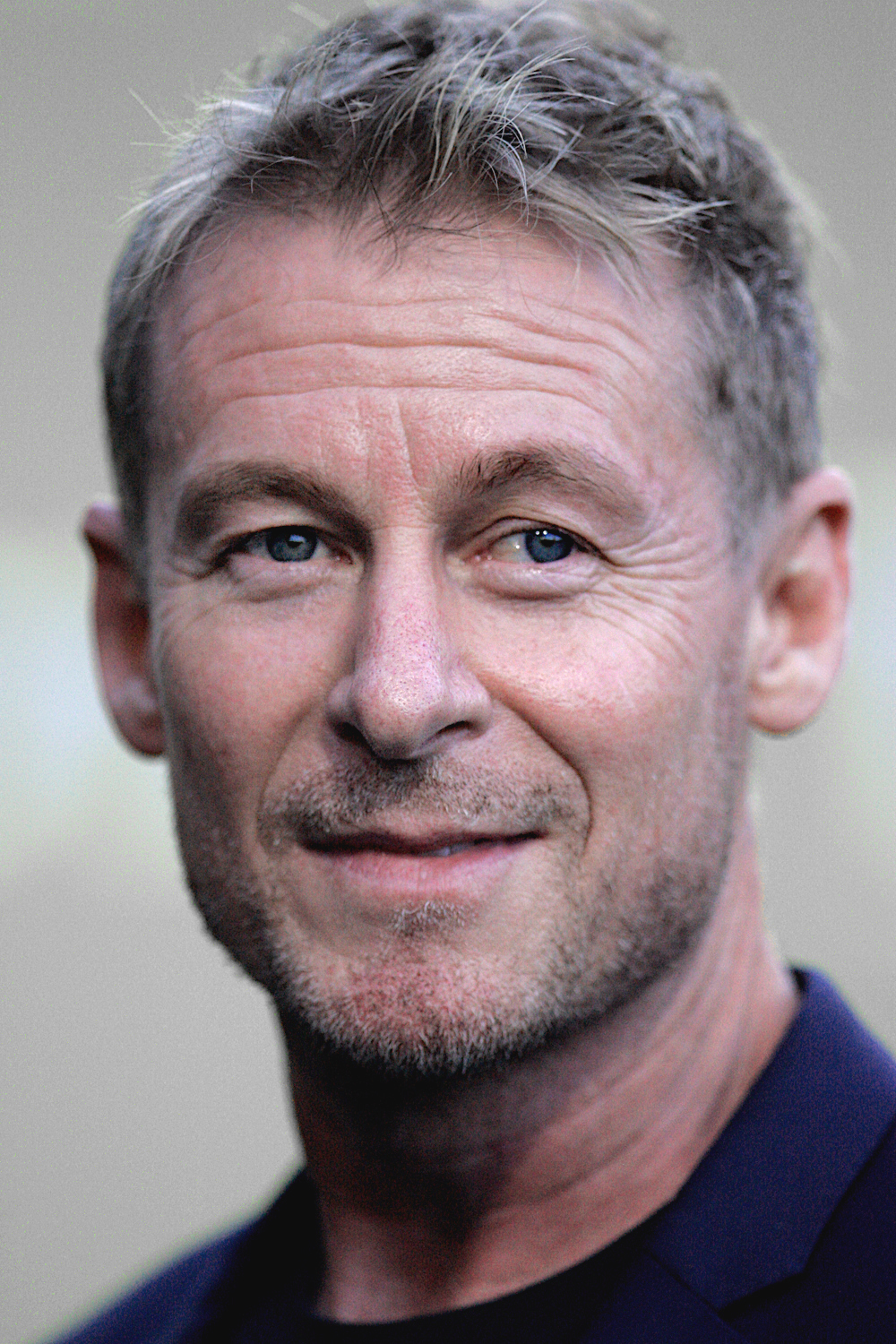
Richard Roxburgh interprete, co-creatore e produttore della serie.

La serie ha debuttato sul network australiano ABC1 il 4 novembre 2010. 
La quarta stagione è andata in onda sul network ABC TV dal 19 maggio 2016. 
La serie non è andata in onda in Italia. 
Negli Stati Uniti la serie va in onda sul network di DirecTV Audience Network.

## Remake
Nel gennaio 2014 ha debuttato su Fox Rake, rifacimento statunitense della serie. Sviluppata da Peter Duncan, attraverso Essential Media & Entertainment e Sony Pictures Television, con Richard Roxburgh, Ian Collie e Paul Attanasio in veste di produttori esecutivi. Greg Kinnear e Miranda Otto sono gli interpreti principali dell'adattamento statunitense.
Il remake è andato in onda in Italia a partire dal 9 ottobre 2014.

## Premi
- Logie Awards 2011 - Miglior attore a Richard Roxburgh
- Screen Music Awards 2011 - Miglior musiche di una serie o serial TV
- Equity Awards 2011 - Miglior performance dell'intero cast di una serie drammatica
- AWGIE Awards 2011 - Television Series per l'episodio R v. Chandler